# Fins paard

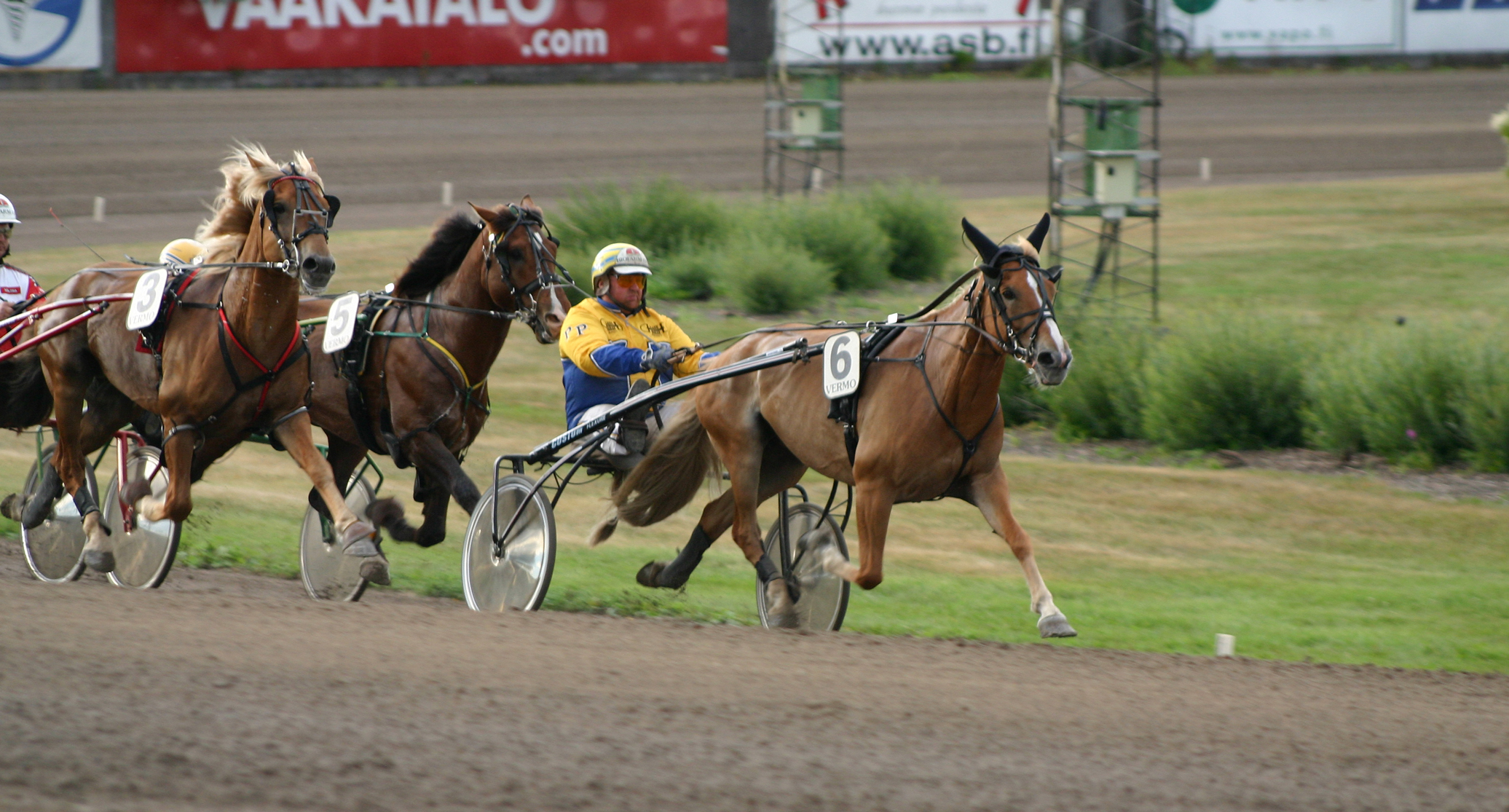
Drafrennen, 2010

Het Finse paard (Fins: suomenhevonen, letterlijk "paard van Finland") is een veelzijdig paardenras met invloeden en eigenschappen van zowel rij- als trekpaarden.
Het is het enige officiële Finse paardenras dat afkomstig is uit dat land. Wel is het ras onderverdeeld in vier typen: een zwaar trekpaard (Työhevonen), een licht trekpaard (Juoksija), een veelzijdig rijpaard (Ratsuhevonen) en een kleinpaard (Pienhevonen).
De Finnen waarderen het ras omdat het kan voldoen aan alle eisen die zij aan paarden stellen zoals werk in de landbouw, in de bosbouw, in de paardensport en het recreatief rijden. 

## Eigenschappen
Het Finse paard heeft een stokmaat tussen 140 en 163 cm. Het kleine type valt binnen de ponymaat van maximaal 148 cm maar heeft voor het overige de lichaamsbouw van een paard. Er zijn voornamelijk vossen met licht lang haar, minder vaak wildkleur, bruin en zwart. De benen zijn droog en correct met weinig behang. De hoek van de achterhand is kenmerkend voor een draver. Het paard heeft een ruime draf.

## Karakter
Met een betrekkelijk klein postuur combineert het Finse paard snelheid en wendbaarheid van kleine paarden met de grote kracht en het uithoudingsvermogen van trekpaarden. Het ras staat bekend als sterk, vitaal en gewillig. Het paard is laatrijp maar kan relatief hoge leeftijden bereiken. Vanaf vierjarige leeftijd mogen ze aan rennen deelnemen. Bij de inschrijving in het stamboek wordt het karakter van de verschillende typen beoordeeld in relatie tot hun toepassingsgebied.

## Stamboekgeschiedenis
Het Finse paard vindt zijn oorsprong in de zogenaamde 'Klepper', een type boerenpaard dat in het hele Oostzeegebied voorkwam. Tot 1900 werden de meeste paarden van het ras nog gezien als Finse Kleppers, de indeling in de verschillende soorten Finse paarden gebeurde pas in de 20e eeuw. Het kleine type lijkt nog het meest op de originele Klepper.
Het stamboek voor raszuivere Finse paarden werd opgericht in 1907. Het was een gesloten stamboek dat invloed van buitenaf wilde beperken. Toen de eerste hengsten werden geregistreerd was de gemiddelde schofthoogte 153 cm. In 1920 werd het stamboek voor het trekpaardtype afgescheiden van het stamboek voor het lichtere 'universele' type dat als  draver en rijpaard werd gebruikt. 
Op het hoogtepunt van de fokkerij waren er zo'n 400.000 Finse paarden. Ze werkten in de landbouw, voor de kar en deden dienst als cavaleriepaarden. Zoals overal namen in de jaren 1950-1960 de aantallen sterk af door de toenemende landbouwmechanisatie. Rond 1987 waren de aantallen teruggelopen tot ongeveer 14.000. 
Toch bleef het ras behouden. Dit kwam door de populariteit van de drafsport in Finland die zich al in de 19e eeuw uitte in informele zondagse wedstrijden onder de boeren. De drafsport kreeg in Finland een enorme impuls toen in de jaren 1960 het wedden via een totalisator werd toegestaan. De renbanen werden opgeknapt en in aantal uitgebreid. Er kwam ook een klassement voor snellere en lichtere rassen van buitenaf. Nationale drafwedstrijden worden jaarlijks gehouden sinds 1924. Dit evenement onder de naam 'kuninkuusravit' trekt keer op keer tienduizenden bezoekers. 
Sinds 1970 beheert de landelijke centrale organisatie voor paardenrennen en paardenfokkerij in Finland (Hippos) het stamboek, waarbij ook de indeling in vier verschillende typen werd vastgelegd. De speciale stamboeken voor rijpaarden en ponymaat waren de laatste aanvullingen. Er zijn strenge keuringen  met prestatietests afhankelijk van het type. 
In de 21e eeuw is meer dan driekwart van de Finse paarden van het dravertype, gevolgd door de rijpaarden. Het oorspronkelijke trekpaardtype en het kleppertype zijn sterk in aantallen afgenomen. Het Finse paard van het dravertype behoort tot de snelste koudbloedpaarden ter wereld en in de fokkerij wordt sterke nadruk gelegd op uitstekende prestaties op dit gebied. De paarden werden geherwaardeerd en beschermd als nationaal cultuurgoed. Ze worden slechts in geringe aantallen uitgevoerd naar andere landen. Duitsland bezit met een aantal van ongeveer driehonderd het grootste bestand buiten Finland.

## Afbeeldingen

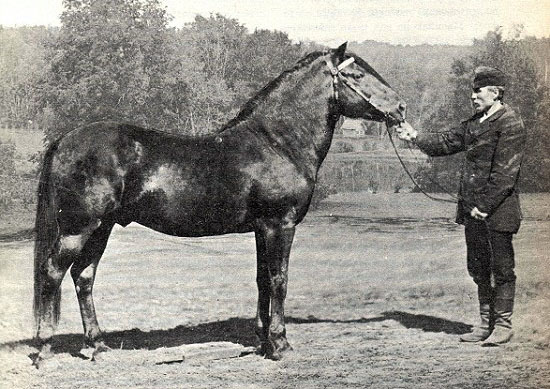
Een van de stamvaders: Jaakko in 1882
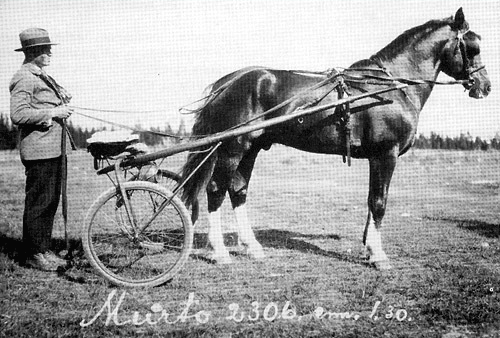
Draver Murto 2306 omstreeks 1920
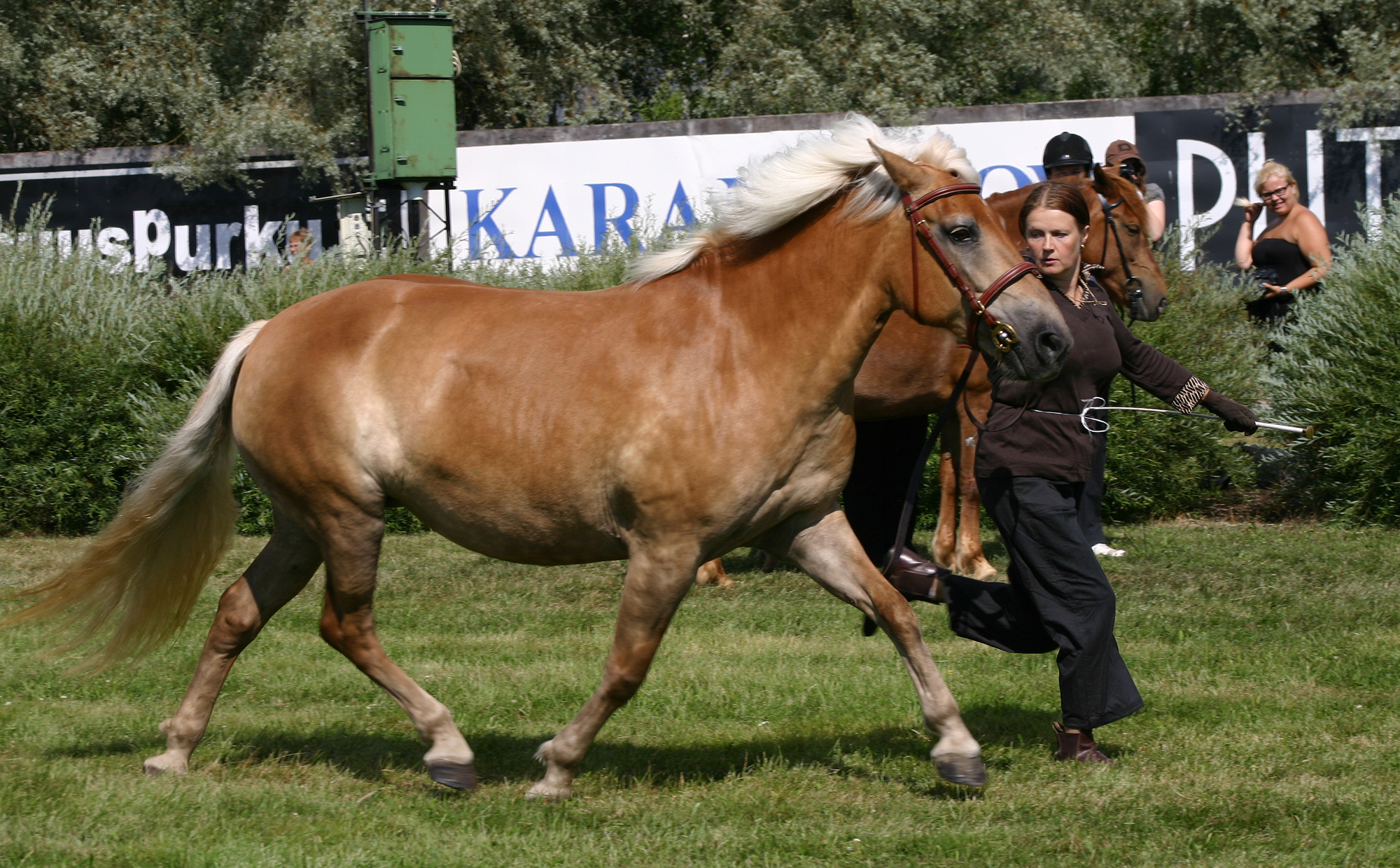
De ponymaat, kleinpaard
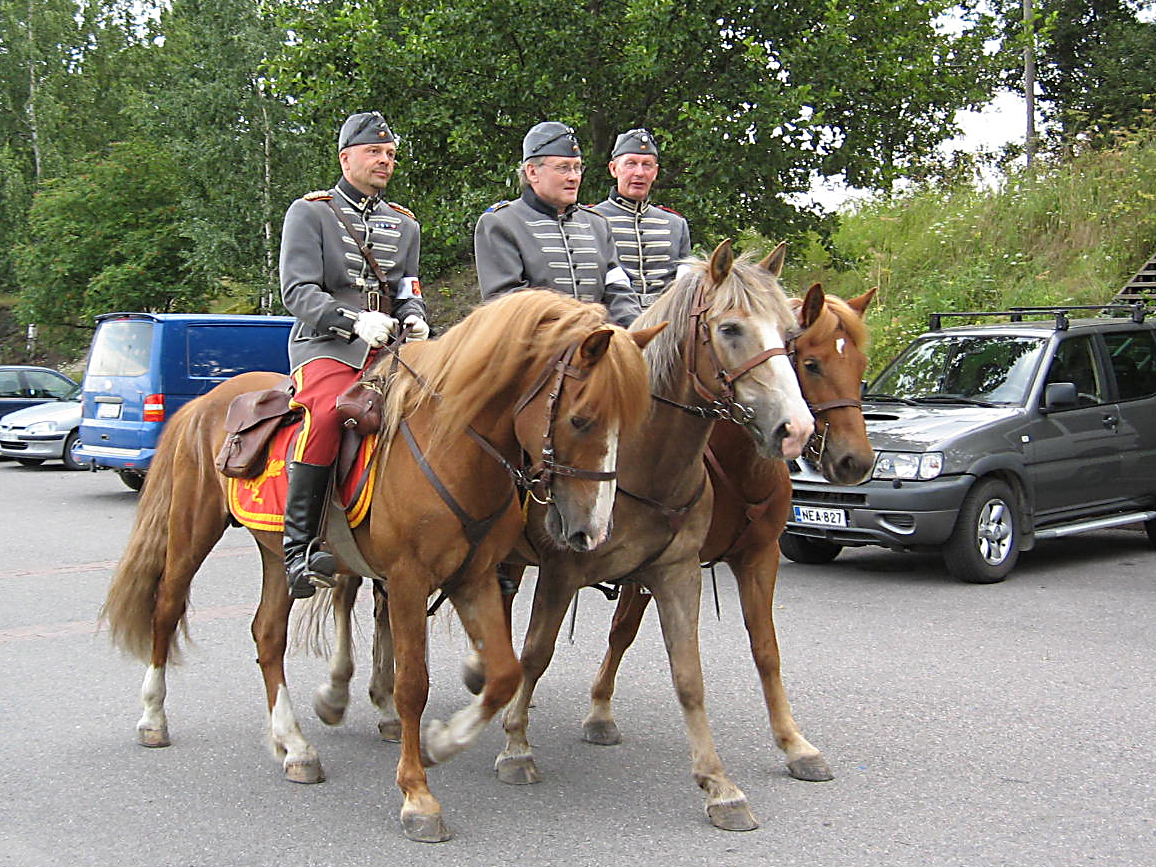
Finse paarden als rijpaard, 2008
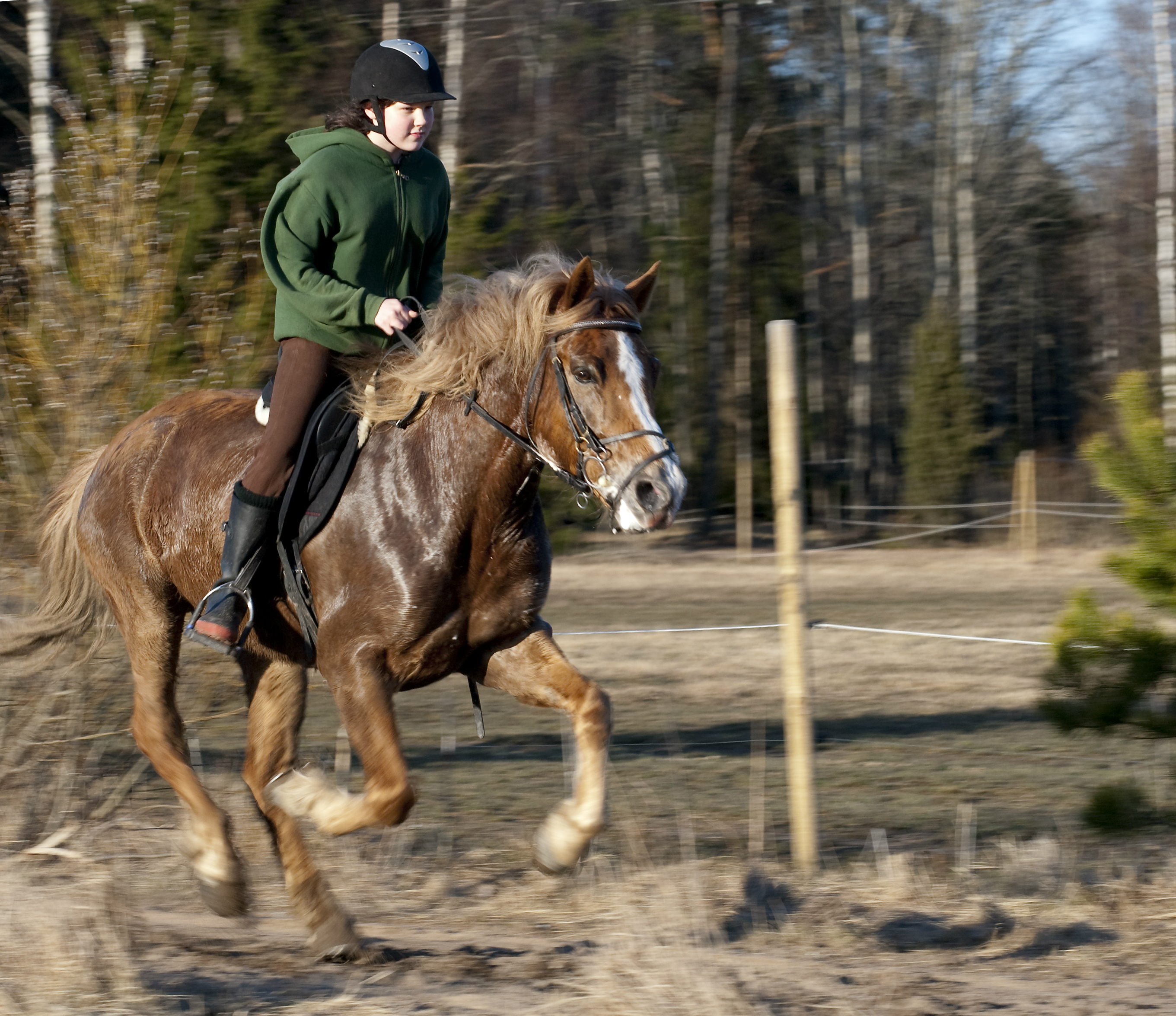
Recreatiepaard
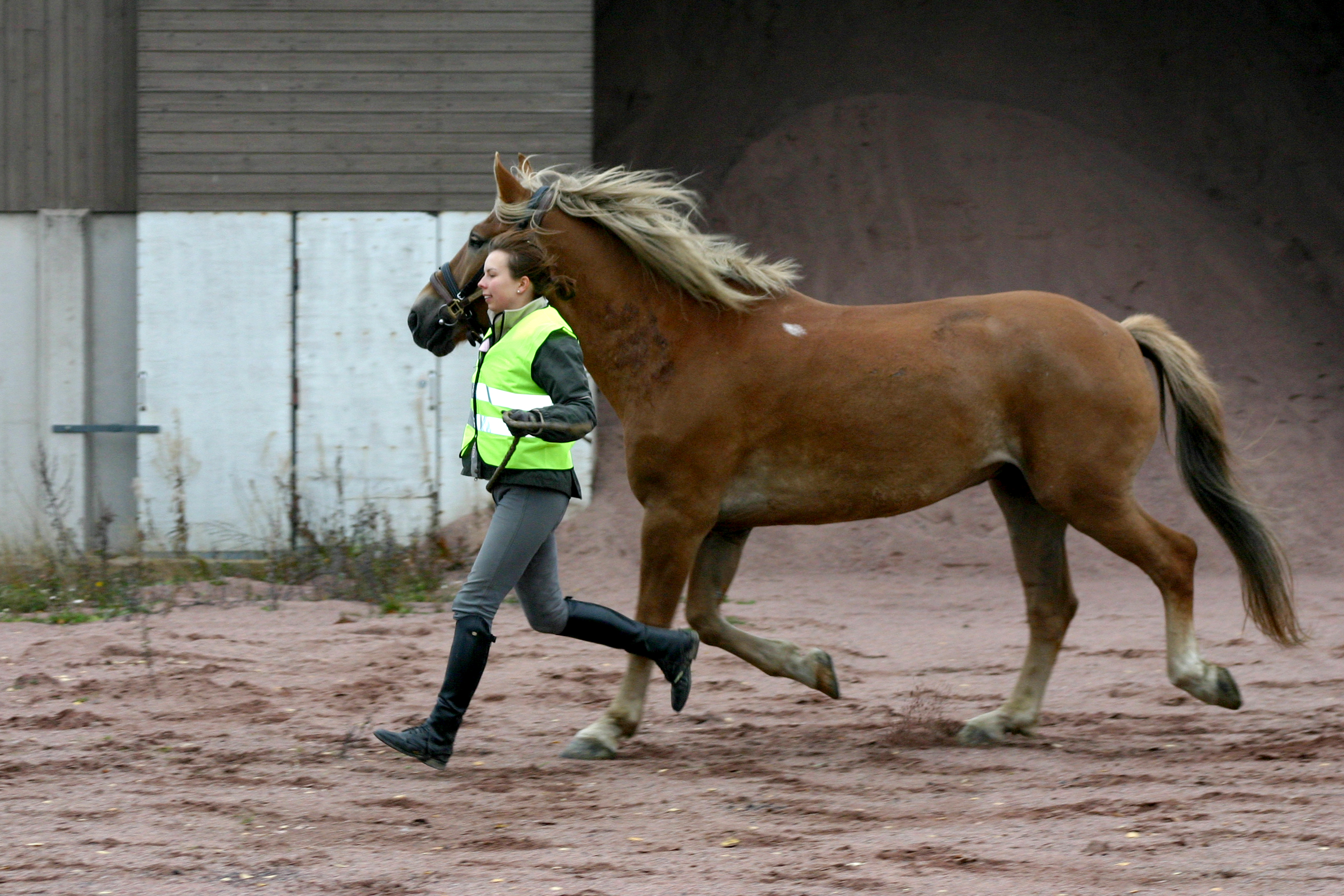
In draf voor een medische keuring, 2010